# Holcopelte sulciscuta
Holcopelte sulciscuta är en stekelart som först beskrevs av Thomson 1878.  Holcopelte sulciscuta ingår i släktet Holcopelte, och familjen finglanssteklar. Arten är reproducerande i Sverige.